# Esh
Esh is een civil parish in het Engelse unitary authority County Durham. In 2011 telde de civil parish 4984 inwoners.
Binnen Esh staan 32 bouwwerken op de Britse monumentenlijst. Daaronder bevinden zich naast de dorpskerk van St Michael diverse kapellen, alsmede gebouwen van het voormalige seminarie 'College of St Cuthbert'. Vanwege de welvaart die de kolenmijnen in het gebied brachten, dateren veel monumentale bouwwerken uit de tweede helft van de negentiende eeuw. 'Esh Hall' werd gebouwd in 1687, maar rond 1857 grondig verbouwd.